# Курташка
Курташка— село в  Ташлинском районе Оренбургской области в составе Степановского сельсовета.

## География
Располагается на расстоянии примерно 38 километров по прямой на север-северо-восток от районного центра села  Ташла. 

## Население
Постоянное население составляло 139 человека в 2002 году (русские 41%, мордва 29%) ,  121 в 2010 году.